# Алешко Марія Іванівна
Марі́я Іва́нівна Алешко, у шлюбі Чавчавадзе; 13 квітня 1887 (чи 1882, 1884), Дергачі — 22 грудня 1952, Тбілісі) — українська оперна співачка (лірико-драматичне сопрано).

## Життєпис
Походить з родини купця; змалечку навчалася музикуванню на фортепіано під орудою старшої сестри, виступала — любительські концерти по виконанню народних пісень. В 1901—1905 роках навчалась співу в Київському музичному училищі — клас Мартіна Петца.
З 1904 виступає в концертах, з партій цього часу — романси Рубінштейна та сольна партія в ораторії Р. Шумана «Манфред».
1905 дебютує в партії Аїди у Петербурзі (антрепренер Олексій Церетелі), була солісткою до 1907.
Солістка Харківської опери — в 1907-11 та 1914—1915 роках, в Одесі — 1908—1909, 1911—1914 та 1915—1927 — у Вільнюсі, Кишиневі, Ризі, Тбілісі.
Першою в Харкові виконала партію Наталії — «Русалка» Даргомижського.
Серед її сценічних партнерів — Іван Алчевський, Гуальтьєр Боссе, Михайло Бочаров, Олена Де-Вос-Соболєва, Лев Клементьєв, Максиміліан Максаков, Євген Ольховський, Микола Сперанський, Тітта Руффо, Микола Фігнер, Федір Шаляпін.
Виступала з сольними концертами. Виступала під диригуванням Еудженіо Еспозіто, Еміля Купера, Арнольда Маргуляна, В'ячеслава Сука, Лева Штейнберга.
Пропагувала твори українських композиторів — Миколи Лисенка, Петра Сокальського, Якова Степового, Григорія Алчевського.
Виконувала українські народні пісні — «Дивлюсь я на небо», «Гандзя», «Ой не ходи Грицю», «Стоїть гора високая», «Хусточка».
В Тбілісі брала дієву участь у роботі українського музично-драматичного гуртка.
Чоловік — Захарій (Шакро) Арчилович Чавчавадзе.

## Дискографія
Записи на грамплатівки на фірмі «Зонофон» (Вільно, 1913), на фірм; «Грамофон» (Петербург, 1908). Серед записаних творів — пісня Оксани «Місяцю ясний» («Запорожець за Дунаєм» С. Гулака-Артемовського), дует «Коли розлучаються двоє» М. Лисєнка (з М. Чехметьєвою), арії з опер П. Чайковського, Дж. Верді, Дж. Мейєрбера.